# 100-мм зенитная пушка Тип 98
100-мм зенитная пушка Тип 98 — японское зенитное орудие времён Второй Мировой войны. Обозначение связано с годом принятия на вооружение (1938 год н. э.) соответствует 2598 году от восшествия на престол императора Дзимму.

## История создания
Разработка 100-мм зенитного орудия началась в Японии в середине 1930-х годов одновременно с началом проектирования эскадренного миноносца ПВО. Уже существовавшие орудия 127-мм/40 Тип 89 и 127-мм/50 Тип 3 не удовлетворяли предъявляемым требованиям — первое из-за слишком малой досягаемости по высоте, второе из-за недостаточных скорострельности и скорости наводки.
Японцам удалось создать орудие с очень хорошей баллистикой, пожертвовав при этом живучестью ствола(всего 350 выстрелов против 1500 у Тип 89). Закрытая артустановка с двумя такими орудиями была принята на вооружение в 1938 году под названием Тип 98 модель А, серийные её экземпляры устанавливались на эсминцы типа «Акидзуки».
Для крупных кораблей была разработана полуоткрытая установка Тип 98 модель А модель 1, но она использовалась лишь на крейсере «Оёдо» и авианосце «Тайхо».

## Боевое применение
Благодаря Тип 98 эсминцы типа «Акидзуки» оказались очень защищёнными от атак с воздуха (два корабля этого типа выжили в ходе Операции Тэн-Го под ударами палубной авиации с 11 авианосцев), но как в силу своей малочисленности (только на короткий период с июля по ноябрь 1944 года их число достигло 6, а обычно не превышало 4), так и в силу морального устаревания орудия (в Японии так и не создали снаряды с радиовзрывателями и полноценные РЛС, позволяющие управлять артогнём, в отличие от американцев) значительного влияния на ход войны на Тихом океане не оказали.
Роль же крупных кораблей с данными зенитными орудиями была ещё меньшей, так как «Тайхо» погиб в первом же боевом походе, а «Оёдо» толком до конца войны не использовался.
В 1945 году часть предназначавшихся для недостроенных кораблей артустановок Тип 98 были размещены на суше, в тех условиях являясь единственными из японских зенитных орудий, вообще способными достать идущие на большой высоте американские стратегические бомбардировщики.

## Установки на кораблях
Эсминцы типа «Акидзуки» — 4 артустановки Тип 98 мод. А (8 орудий)
Лёгкий крейсер «Оёдо» — 4 артустановки Тип 98 мод. А мод.1 (8 орудий)
Ударный авианосец «Тайхо» — 6 артустановок Тип 98 мод. А мод.1 (12 орудий)
Вторая пара линкоров типа «Ямато» должна была обладать десятью установками Тип 98 мод. А мод.1 (20 орудий), но после Мидуэя было решено достроить «Синано» как авианосец (со среднекалиберной ПВО из орудий Тип 89), а находившийся в меньшей степени готовности корабль с заводским номером 111 разобрать на стапеле.
Также целый ряд кораблей должен был нести данные зенитные орудия, но они даже не закладывались: эсминцы типа «Китакадзэ»(дальнейшее развитие «Акидзуки»), серийные крейсера типа «Оёдо» и авианосцы типа «Тайхо», линейные крейсера типа B-65.

## Боеприпасы
Основным для данного орудия был унитарный выстрел весом в 28 кг, включающий в себя 13-кг осколочно-фугасный снаряд и 15-кг заряд. Помимо него были доступны только практические боеприпасы, бронебойных, шрапнельных и ныряющих снарядов для этой системы никогда не существовало.

## Аналоги
США 127-мм/38 Mk.12
 СССР 100-мм/56 Б-34
 Великобритания 102-мм/45  QF Mark XVI
 Великобритания 114-мм/45 QF Mk.II
 Германия 105 мм/63,3 SK C/33
 Франция 100 мм/45 Model 1930